# Танковий взвод

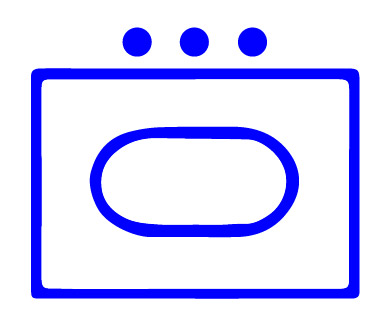
Позначення танкового взводу армій країн НАТО

Танковий взвод , українська історична назва Танкова чота— це складовий елемент загальновійськового підрозділу танкових військ. 
Призначається для виконання завдань самостійно або у взаємодії з підрозділами родів військ. 

Танковий взвод. Танки Т-55. Група радянських військ в Німеччині. 1974 р.

## Танковий взвод ЗСУ

### Завдання танкового взводу ЗСУ
Характеристики та призначення танкового взводу у складі Збройних сил України:
- в оборонному бою — стійке утримання зайнятих районів місцевості, рубежів і позицій, відбиття наступу противника і завдання ураження його підрозділам, що наступають, знищення противника, який вклинився;

- у наступальному бою — захоплення важливих ділянок місцевості, знищення противника, який обороняється, рубежів і об'єктів, форсування водних перешкод і переслідування противника, який відходить.

Танковий взвод під час виконання завдання діє, як правило, у складі роти (взводу). Танковий взвод може діяти в розвідці, штурмовій групі, засідці, бойовій охороні, під час пересування — у похідній охороні, а під час розташування на місці — у сторожовій охороні.
У розвідці, бойовій, похідній і сторожовій охороні танковий взвод може діяти самостійно.

### Організація танкового взводу ЗСУ
До складу танкового взводу української армії входять 3 танки та 9 чоловік особового складу.
На озброєнні знаходяться танки: Т-64, Т-72, Т-80 та інші, кулемети калібру 7,62 мм та 12,7 мм.
Склад танкового взводу: 
1. Командир взводу
2. Три танкових екіпажі

Склад танкового екіпажу: 
1. Командир танку
2. Навідник
3. Механік-водій

## Танковий взвод Армії США

Танковий взвод армії США

До складу танкового взводу (англ. tank platoon) Армії США входять 4 танки M1 Abrams та 16 чоловік особового складу.
Екіпаж танка складається з:
1. Командира взводу (командир танка)
2. Навідника-оператора
3. Механіка-водія
4. Заряджаючого

## Дії танкового взводу у наступі та обороні

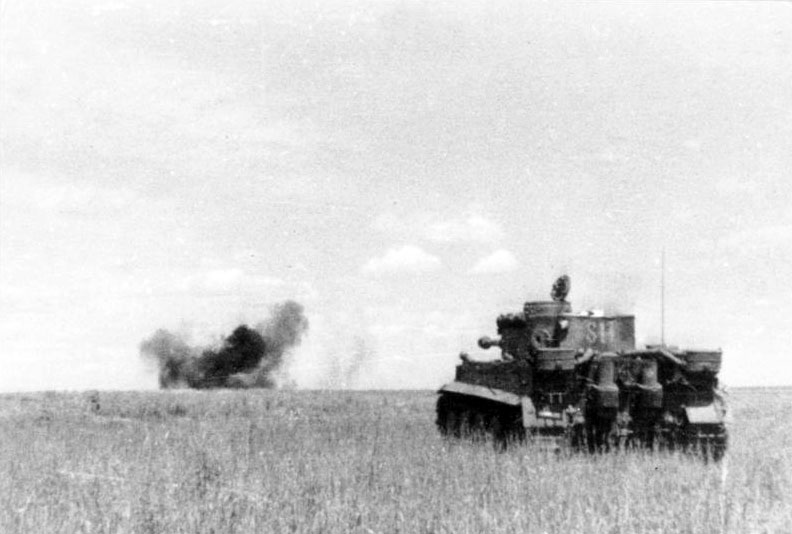
Танковий бій під час операції «Цитадель». Друга світова війна

В наступальному бою танковий взвод зазвичай діє у складі танкової роти у взаємодії з піхотою. 
Головна задача взводу — знищення піхоти і танків противника. Отримавши від командира роти наказ на наступ, в період розташування частини на вичікувальних позиціях, командир взводу при наявності часу спільно з командирами і механіками-водіями танків проводить розвідку противника, місцевості та вихідних позицій. Особливу увагу він звертає на розташування протитанкових перешкод і вогневих засобів противника. На підставі даних розвідки командир взводу вказує командирам танків порядок подолання перешкод, придушення вогневих засобів противника та орієнтування в русі. Напрямки руху танків з вихідної позиції до розташування противника повинні бути вивчені і позначені. На основі одержаного завдання командир взводу після розвідки на місцевості віддає усний бойовий наказ про атаку.
З виходом на вихідну позицію командир взводу розташовує взвод в бойовому порядку, маскує танки, веде безперервне спостереження за сигналами командира роти і тримає взвод у бойовій готовності № 1. Перед виходом в атаку танки заводяться по сигналу командира роти. Атака починається також по сигналу командира роти; командир взводу подає сигнал: «Вперед», і веде взвод в атаку за вказаним напрямом, зберігаючи своє місце в бойовому порядку роти; в деяких випадках, при наявності перешкод або при значній відстані від переднього краю оборони противника, взвод рухається з вихідної позиції в розчленованому або похідному строю, приймаючи бойовий порядок на ходу.
З підходом до зони дійсного протитанкового вогню противника взвод з максимальною швидкістю атакує противника. Проходячи бойові порядки своєї піхоти, взвод відкриває інтенсивний вогонь з ходу з гармат і кулеметів, вривається на передній край оборони противника і знищує його піхоту.
В обороні танковий взвод застосовується: 
- для контратак противника;
- для утримання окремих пунктів, переправ до підходу своєї піхоти;
- для дій в засідках; при відсутності пального.

При розташуванні в обороні командир взводу, отримавши від командира роти завдання, розташовує взвод на зазначеній позиції, обкопує і маскує танки, організує спостереження, вимірює відстань до орієнтирів (рубежів), готує вихідні дані для ведення вогню і складає вогневу картку взводу. Кожному танку вказуються основний і додатковий сектори обстрілу і спостереження. Крім основних вогневих позицій, для кожного танка вибираються і готуються одна-дві запасні позиції.
Командир взводу зобов'язаний забезпечити постійну готовність взводу до відбиття нападу наземного і повітряного противника, підтримувати маскувальну дисципліну, мати безперервний зв'язок з командиром роти і сусідами. Танковий взвод повинен наполегливо оборонятися і може відходити тільки за наказом командира роти. Особовий склад взводу повинен знати встановлені сигнали взаємодії з піхотою і артилерією та місце їх подачі.